# Charitopus apicatus
Charitopus apicatus är en stekelart som först beskrevs av Mani och Saraswat 1974.  Charitopus apicatus ingår i släktet Charitopus och familjen sköldlussteklar. Inga underarter finns listade i Catalogue of Life.